# Chevrolet G2X
O G2X é um automóvel roadster compacto da Chevrolet. Foi comercializado em alguns países também como Opel GT e Saturn Sky, no mercado sul-coreano foi comercializado pela Daewoo. O conceito do G2X foi mostrado no 2005 Salão do Automóvel Norte-Americano, com a versão de produção seguinte no show de 2006. Foi construído na planta Wilmington, Delaware da GM, ao lado do Pontiac Solstice e do Opel GT. O G2X Possui rodas de 18 polegadas (457 mm) e um 2,4 L 2.4 L Ecotec LE5 straight-4 que produz 177 hp (132 kW), um novo motor de injeção direta de 2.0 L, turbo, que produz 260 hp (194 kW), além de um kit de atualização de turbo instalada opcional, que produz 290 hp (216 kW). Ambas as transmissões manual e automática de cinco velocidades estavam disponíveis